# Six Feet Under, Vol. 2: Everything Ends
Six Feet Under, Vol. 2: Everything Ends es la banda sonora de la serie norteamericana de HBO A dos metros bajo tierra. Se lanzó el 21 de junio de 2005 en España bajo el sello Astralwerks. El álbum fue elegido el nº 96 de 100 en una lista elaborada por Amazon ese mismo año..
Abundan las canciones downtempo, pausadas, aptas para una escucha tranquila y cierto aire melancólico. Todas son canciones que ya habían sido publicadas, nenos las número 2, 9, 10, 11, 12 y 13.

## Lista de canciones
1. Nina Simone, "Feeling Good" (2:53)
2. Jem, "Amazing Life" (4:02)
3. Phoenix, "Everything Is Everything" (3:00).  Aparece en el capítulo "Coming and Going" de la 4ª  temporada, en el cual Claire y sus compañeros discuten sobre futuros proyectos de arte.
4. Coldplay, "A Rush of Blood to the Head" (5:50). Suena al final del primer episodio de la 3ª temporada.
5. Sia, "Breathe Me" (4:31). Una versión extendida suena durante el final del último episodio de la serie "Everyone's Waiting". Aparece en la 5ª temporada.
6. Radiohead, "Lucky" (4:17).  Aparece en el capítulo "Parallel Play" de la 4ª temporada.
7. Irma Thomas, "Time Is on My Side" (2:50). Aparece al comienzo del primer episodio de la 3ª temporada.
8. Bebel Gilberto, "Aganjú (The Latin Project Remix)" (4:07). Aparece en el primer capítulo de la 5ª temporada, cuando Brenda y Nate reciben a los invitados a la cena antes de su boda.
9. Interpol, "Direction" (3:54). Aparece brevemente en el capítulo "Static". Cuando Claire se dirige a la reserva natiral para visitar la tumba de Nate.
10. Caesars, "(Don't Fear) The Reaper" (4:14). Aparece en el episodio "It's the Most Wonderful Time of the Year" de la 2ª temporada.
11. Death Cab for Cutie, "Transatlanticism" (7:55). Suena en el episodio "Terror Starts at Home" de la 4ª temporada.
12. Arcade Fire, "Cold Wind" (3:24). Aparece en la 5ª temporada, en las escenas finales del penúltimo episodio, "Static".
13. Imogen Heap, "I'm a Lonely Little Petunia (In an Onion Patch)" (0:59). Aparece en "The Dare", durante la 4ª temporada, cuando Claire, Nate y David cantan la canción a Maya.